# بری ون دایک
بری ون دایک (انگلیسی: Barry Van Dyke؛ زادهٔ ۳۱ ژوئیهٔ ۱۹۵۱) هنرپیشه اهل ایالات متحده آمریکا است.